# Nyugat-Fokföld

A tartomány kerületei (2016)

Népsűrűségi térkép (2011)

Nyugat-Fokföld (afrikaans: Wes-Kaap, angol: Western Cape, xhosza: Ntshona-Koloni) a Dél-afrikai Köztársaság tartománya az ország délnyugati részén. 

## Földrajzi adatok
- Fővárosa és legnagyobb városa: Fokváros
- Területe: 129 462 km²
- Lakossága 5,8 millió fő volt 2011-ben[2]
- Népsűrűsége 45 fő/km²
- Etnikai megoszlás: 48,8% színes (afrikaans: kleurlinge), 32,8% néger, 15,7% fehér, 1% indiai és egyéb ázsiai[3]
- Domináns nyelvek: afrikaans (55,3%), xhosza (23,7%), angol (19,3%, mindenekelőtt Fokvárosban és környékén), más (<2%).

## Védett területek
Itt található a Jóreménység foka, és Afrika legdélebbi pontja a Tű-fok (Agulhas-fok).
Nemzeti parkok:
- Agulhas Nemzeti Park
- Bontebok Nemzeti Park
- Garden-Route Nemzeti Park
- Karoo Nemzeti Park
- Táblahegy Nemzeti Park
- West-Coast Nemzeti Park

Természetvédelmi területek:
- Anysberg Nature Reserve
- Assegaaibosch Nature Reserve
- Bird Island Nature Reserve
- Boosmansbos Wilderness Area
- Boschenbach Nature Reserve
- Buffelsfontein Game Nature Reserve
- Caledon Wild Flower Reserve
- Cape Columbine Nature Reserve
- Cape Flats Nature Reserve
- Cape of Good Hope Nature Reserve
- Cederberg Wilderness Area
- Cogman’s Kloof Mountain Reserve
- Contreberg Wild Flower Reserve
- Darling Renosterveld Reserve
- Dassieshoek
- De Hoop Nature Reserve
- De Mond Nature Reserve
- De Vasselot Nature Reserve
- Durbanville Nature Reserve
- Featherbed Eco-Reserve
- Gamaskloof
- Gamkaberg Nature Reserve
- Garcia Nature Reserve
- Goukamma Nature Reserve
- Greyton Nature Reserve
- Groot Winterhoek Wilderness Area
- Grootvadersbosch Nature Reserve
- Heuningberg Nature Reserve
- Hoedjieskop Nature Reserve
- Hottentots Holland Nature Reserve
- Jonkershoek & Assegaaibosch Nature Reserve
- Kammanassie Nature Reserve
- Keurbooms River Nature Reserve
- Kleinmond Nature Reserve
- Koeberg Nature Reserve
- Kogelberg Nature Reserve
- Limietberg Nature Reserve
- Marloth Nature Reserve
- Matjiesrivier Nature Reserve
- Matroosberg Nature Reserve
- Montagu Mountain Reserve
- MontEco Nature Reserve
- Mount Rochelle Nature Reserve
- Neulfonteinkop Nature Reserve
- Outeniqua Nature Reserve
- Paarl Mountain Nature Reserve
- Pledge Nature Reserve
- Reins Nature Reserve
- Rietvlei Nature Reserve
- Riverlands Nature Reserve
- Robberg Nature Reserve
- Rocherpan Nature Reserve
- Rondevlei Nature Reserve
- Saldanha Nature Reserve
- Salmonsdam Nature Reserve
- Schaapeiland Nature Reserve
- Silvermine Nature Reserve
- Swartberg Nature Reserve
- Tienie Versfeld Reserve
- Towerkop Nature Reserve
- Tygerberg Nature Reserve
- Vrolijkheid Nature Reserve
- Walker Bay Nature Reserve
- Warmwaterberg Nature Reserve
- Waylands Wild Flower Reserve
- Zuurbrak Nature Reserve

## Fordítás
- Ez a szócikk részben vagy egészben  a   Westkap című német Wikipédia-szócikk fordításán alapul.  Az eredeti cikk szerkesztőit annak laptörténete sorolja fel. Ez a jelzés csupán a megfogalmazás eredetét és a szerzői jogokat jelzi, nem szolgál a cikkben szereplő információk forrásmegjelöléseként.